# 1994 год в политике России
В 1994 году началась Первая чеченская война. 11 декабря президент Борис Ельцин подписал указ, на основании которого федеральные силы вступили в Чечню. Войска выдвинулись тремя колоннами с трёх направлений: Моздокского (с севера через районы Чечни, контролируемые антидудаевской оппозицией), Владикавказского (с запада из Северной Осетии через Ингушетию) и Кизлярского (с востока, с территории Дагестана). За первые два месяца боёв после 11 декабря 1994 года российские войска, по официальным данным, потеряли 1,5 тыс. погибших и пропавших без вести. Потери чеченской стороны российские военные оценивали в 6—15 тыс. погибших.

## Февраль
- 15 февраля Татарстан подписал договор с федеральным центром о разграничении полномочий как «суверенное государство и субъект международного права, на ассоциированных правах входящего в состав РФ»[1].

## Август
- 10 августа на съезде чеченского народа в Грозном Джохар Дудаев призвал к сплочению перед угрозой «российской агрессии». Съезд «разрешил» Дудаеву «применять любые силовые меры с привлечением любых сил в любом регионе Чеченской Республики» и «дал ему право» объявить газават в случае «дальнейшего осложнения ситуации и призвать к газавату мусульман всего мира». Лидеры оппозиции заочно были приговорены к расстрелу, в Надтеречном районе вводится режим чрезвычайного положения[2].
- 11 августа президент России Борис Ельцин заявил, что «силовое вмешательство в Чечне недопустимо», поскольку в этом случае «поднимется Кавказ и будет столько заварухи и крови, что никто нам потом не простит»[3].

## Октябрь
- 11 октября произошло обвальное падение рубля по отношению к доллару («Чёрный вторник»). За один день на Московской международной валютной бирже курс доллара вырос с 2833 до 3926 рублей за доллар. В докладе, который был подготовлен специальной комиссией, говорилось, что основной причиной обвала является «раскоординированность, несвоевременность, а порой и некомпетентность решений и действий федеральных органов власти»[4].

## Ноябрь
- 26 ноября оппозиция во главе с Умаром Автурхановым предприняла при помощи российских спецслужб неудачную попытку взять Грозный.

## Декабрь
- 1 декабря Борис Ельцин предъявил Дудаеву ультиматум, требуя немедленно разоружить вооружённые отряды.
- 11 декабря Борис Ельцин подписал указ «О мерах по пресечению деятельности незаконных вооружённых формирований на территории Чеченской Республики и в зоне осетино-ингушского конфликта». Подразделения Минобороны и МВД России вошли на территорию Чечни.
- 31 декабря начался штурм Грозного[5].